# Vince Marrow
Vincent Charles Marrow (* 17. August 1968 in Youngstown, Ohio) ist ein US-amerikanischer American-Football-Trainer und ehemaliger -Spieler. Er spielte auf der Position des Tight Ends in der National Football League (NFL) und NFL Europe (NFLE).

## Karriere
Marrow besuchte die Youngstown State University, wo er Basketball spielte. 1990 wechselte er an die University of Toledo, wo er ein Jahr College Football für die Toledo Rockets. Dort fing er 34 Pässe für 522 Yards und einen Touchdown.
Im Anschluss wurde er von den Buffalo Bills im NFL Draft 1992 ausgewählt. Er spielte danach bei fünf Mannschaften in der NFL, den Bills, den New York Jets, den San Francisco 49ers, den Chicago Bears und Carolina Panthers. Im Anschluss spielte er in der NFL Europe bei Frankfurt Galaxy, wo er 1998 nach 32 gefangenen Pässen für 345 Yards All-League-Ehrungen erhielt. 2001 stand er ein letztes Mal unter Vertrag, diesmal bei den Orlando Range aus der XFL. 2005 begann er seine Trainerkarriere bei Berlin Thunder, ehe er in der folgenden Saison zu Rhein Fire wechselte. 2008 ging er zurück nach Toledo, um dort Trainer der Tight Ends zu werden. Nach einem Jahr verließ er die Universität um als Head Coach an der Holland High School in Springfield, Ohio zu arbeiten. Bereits nach einem Jahr wechselte er erneut, diesmal in die United Football League (UFL), wo er Tight-End-Trainer der Omaha Nighthawks wurde. 2011 nahm er die Stelle des Tight-End-Trainers an der University of Nebraska-Lincoln an, bevor er 2013 an die University of Kentucky wechselte. Dort arbeitet er als Recruiting Coordinator und Tight-End-Trainer. Seit 2019 ist er zusätzlich Associate Head Coach.